# Concourson-sur-Layon
Concourson-sur-Layon korábbi község Franciaország Loire mente régiójában, Maine-et-Loire megyében. 2016. december 30-án hét másik korábbi községgel egyesült és Doué-en-Anjou  új község része lett.
Lakosainak száma 564 fő (2018. január 1.). Concourson-sur-Layon Doué-la-Fontaine, Nueil-sur-Layon, Saint-Georges-sur-Layon és Les Verchers-sur-Layon községekkel határos.

## Népesség
A település népességének változása:
| Lakosok száma | 619  | 516  | 489  | 532  | 546  | 544  | 548  | 560  | 561  | 564  |
|               | 1968 | 1975 | 1982 | 1990 | 1999 | 2006 | 2011 | 2013 | 2017 | 2018 |